# Bandierai degli Uffizi
I Bandierai degli Uffizi sono gli sbandieratori ufficiali di Firenze, nati nei primi anni '60 all'interno del Corteo Storico della Repubblica fiorentina e del Calcio storico fiorentino, il gioco tradizionale di Firenze. Nel corso dell'anno 2008 hanno festeggiato il 35º anniversario della fondazione del gruppo, costituitosi a fini rievocativo-ricreativi con componenti di cittadinanza fiorentina. Per tutto l'anno 2013 hanno festeggiato il loro 40º anno di ininterrotta attività realizzando, oltre altri importanti iniziative, un Film-Documentario della durata di 30 minuti e un libro Celebrativo entrambi con il titolo: I Bandierai degli Uffizi, Sbandieratori Ufficiali di Firenze.
Nel 2018 il Ministero dello sviluppo economico ha ufficialmente emesso un francobollo che onora la città di Firenze e la lunga attività dei Bandierai degli Uffizi nel 45° anniversario della fondazione. Nel 2023 per le celebrazioni dei 50 anni del gruppo, i Bandierai hanno allestito una mostra all'interno della Sala d'Armi di Palazzo Vecchio in Firenze dove hanno esposto tutti i trofei vinti e raccolti in cinque decenni di attività, la storia del gruppo e di tutte le principali esibizioni internazionali, nonché la storia dell'evoluzione delle bandiere e dei tamburi, dei costumi e proiettato sulle pareti della imponete sala una mediateca sulle Magistrature fiorentine.
Essi rappresentano un preciso periodo storico e un riferimento analitico portando, stampate nelle loro bandiere, le principali Magistrature e gli Uffici esistenti nella Repubblica Fiorentina del XVI secolo.
Unici a rappresentare Firenze per il preciso significato storico dei costumi e delle insegne, possono annoverare presenze a numerose e importanti manifestazioni sia sportive che storico-rievocative, in Italia e all'estero.
Oltre alla tradizionale presenza scenografica e atletica, sono fondamentali le motivazioni di natura culturale che animano i Bandierai degli Uffizi. Essi rappresentano le origini del calcio sin dai primi albori.
Presente più volte alle celebrazioni del Columbus Day in America, il gruppo ha mostrato tutta la sua abilità anche a Roma per l'apertura delle Olimpiadi e dei Campionati Europei di calcio, a Barcellona in Spagna per il Mundial e ancora in Giappone e Brasile, in nome non solo del Calcio Storico Fiorentino ma della stessa città del giglio.
I Bandierai degli Uffizi si esibiscono principalmente nei giorni delle festività tradizionali fiorentine e fra di esse si citano:
- Cavalcata dei Magi (Epifania)
- Capodanno Fiorentino (25 marzo)
- Scoppio del Carro (Pasqua)
- Trofeo Marzocco – (gara di sbandieratori - maggio)
- Calcio Storico Fiorentino (24 giugno, festa del patrono S. Giovanni)
- Festa di Santa Reparata (8 ottobre);
- Omaggi natalizi (dicembre).

Per questa loro presenza sono gli unici a rappresentare istituzionalmente Firenze. Maneggiano bandiere che, oltre a portare il Giglio guelfo di Firenze al centro, hanno lateralmente rappresentate le 16 Magistrature e Uffizi della Firenze rinascimentale al tempo della Repubblica del XVI secolo. All'origine, ogni bandiera riportava l'insegna di una delle Magistrature; dal 2002 sono passati a quello che è l'attuale aspetto dei vessilli, suddivisi in due tipologie ognuna raffigurante 8 delle 16 Magistrature originali.
I Bandierai degli Uffizi sono gli unici depositari dell'Arte fiorentina della bandiera, con il mantenimento della più tradizionale e rigida rievocazione dei “modi e delle maniere”, sia scenografiche che atletiche, del maneggio della bandiera a fini militari del rinascimento.
L'origine storica dello sbandieramento è rintracciabile nelle esercitazioni a cui gli alfieri degli antichi eserciti si sottoponevano con il loro vessillo per mantenersi in forma. Lo sbandieramento era effettuato nel corso di particolari festeggiamenti.